# Joo Dae-young
Joo Dae-young (10 oktober 1996) is een Zuid-Koreaans wielrenner die anno 2018 rijdt voor Seoul Cycling Team.

## Carrière
In 2015 nam Joo deel aan de Ronde van Thailand, waar hij in de eerste etappe, op 59 seconden van winnaar Kohei Uchima, als veertiende finishte. In de vierde etappe, een heuvelachtige rit van Mukdahan naar Nakhon Phanom, maakte hij deel uit van een grote kopgroep die voor de winst mocht sprinten. Joo finishte als derde, achter Ronald Yeung en Ma Guangtong. In het algemeen klassement eindigde de Zuid-Koreaan op de achttiende plek, met een achterstand van ruim vierenhalve minuut op winnaar Yasuharu Nakajima.
Het seizoen 2016 begon Joo aanvankelijk zonder ploeg, maar halverwege oktober kon hij bij Seoul Cycling Team, de ploeg waarvoor hij het voorgaande jaar ook al reed, aan de slag. Diezelfde maan nog stond hij aan de start van de Ronde van Fuzhou, waar hij in de derde etappe als zeventiende wist te finishen.

## Ploegen
- 2015 –  Seoul Cycling Team
- 2016 –  Seoul Cycling Team (vanaf 11-10)
- 2017 –  Seoul Cycling Team
- 2018 –  Seoul Cycling Team

Choi · Joo · Jung · Kang · Kim D. · Kim O. · Min · Park · We
Ha · Joo D. · Joo M. · Jun · Kim D. · Kim O. · Min · Seo · We